# Assedio di Kotte (1557-58)
L'assedio di Kotte fu una battaglia combattuta per la conquista della città di Sri Jayawardenapura Kotte, capitale del Regno di Kotte, portata avanti dal novembre 1557 al novembre 1558 da una forza di 50 000 guerrieri Sitawaka, guidati dal re Mayadunne di Sitawaka contro una forza combinata di soldati portoghesi e soldati lascari comandati dal capitano  Afonso Pereira de Lacerda. Dopo aver ricevuto un contingente di rinforzi da Mannar, i portoghesi fecero una sortita e riuscirono a forzare gli assedianti a ritirarsi. L'assedio segnò l'inizio di una serie di battaglie tra portoghesi e Sitawaka che finì con l'abbandono portoghese di Sri Jayawardenapura Kotte nel 1565.

## Origini del conflitto
I portoghesi erano arrivati nel territorio dello Sri Lanka nel 1505 ed avevano allacciato rapporto commerciali con il locale Regno di Kotte. A tale scopo avevano costruito una fortezza con una guarnigione presso il territorio dell'attuale Colombo. 

Nel 1521 i tre figli del sovrano di Kotte, re Vijayabahu VII, si ribellarono contro il loro padre, lo uccisero e si divisero il suo regno e dando luogo all'evento storico noto come  Wijayaba Kollaya ovvero spoliazione di Vijayabahu. Il figlio maggiore Buvanekabahu VII, ricevette il regno di Kotte e il dominio sul mare, il secondogenito ricevette il principato di Raigama e governò con il titolo di re Raigama Bandara, ed il terzo ottenne il Regno di Sitawaka e governò con il titolo di re Mayadunne di Sitawaka.

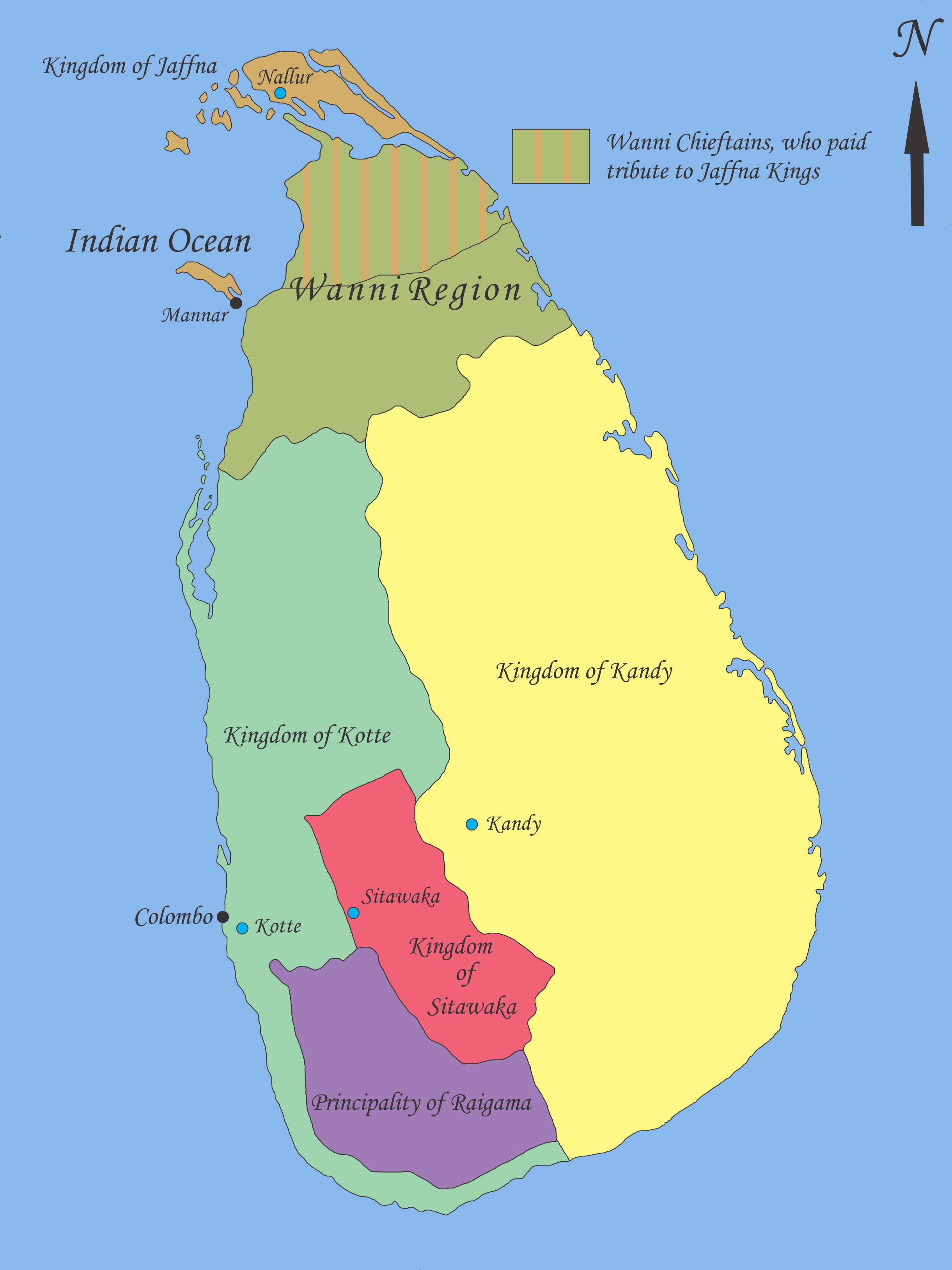
Mappa geopolitica dello Sri Lanka dopo il "saccheggio di Vijayabahu"

Alla morte di Raigam Bandara nel 1538, il suo regno venne annesso dal fratello sovrano di Sitawaka e contemporaneamente invase il regno di Kotte. Tuttavia re Vijayabahu VII, chiedendo il supporto militare dei portoghesi, riuscì ad ricacciare le forze d'invasione del fratello ed a costringerlo ad un insperato trattato di pace. I portoghesi, dal canto loro, intendevano scatenare un'offensiva contro le forze di re Mayadunne di Sitawaka ma non ebbero l'appoggio di Vijayabahu VII, le cui intenzioni erano sempre state di chiedere supporto ai portoghesi unicamente per scopi difensivi. Alla morte di Buvanekabahu VII nel 1551, gli succedette Dharmapala, il quale ben presto si trasformò in un sovrano-fantoccio diretto dai portoghesi.

Egli divenne un vassallo di re Giovanni III del Portogallo e si convertì al cristianesimo nel 1557. L'assoggettamento di re Dharmapala al controllo portoghese suscitò un forte scontento tra la popolazione del regno di Kotte, che presto si manifestò con animate manifestazioni di protesta duramente represse dai portoghesi, anche con la pena capitale per impiccagione, che colpì anche 30 monaci buddhisti.

Dopo essersi consultato con i suoi consiglieri, Mayadunne si autoproclamò erede legittimo del Regno di Kotte e fece appello ai sudditi di quel regno ad unirsi alla sua causa. Dal momento che molti capi locali ed i loro seguaci aderirono al suo appello, re Mayadunne si convinse a preparare l'invasione del Regno di Kotte. Le forze dell'esercito Sitawaka erano composte da 50 000 guerrieri schierati in 300 compagnie ed organizzate in tre corpi distinti.

## L'assedio
Il primo corpo, quello di avanguardia lasciò il regno di Sitawaka il 10 novembre 1557 sotto il comando di Rajasinha I di Sitawaka, figlio di Mayadunne, il corpo centrale, comandato dal generale Panapitiya Mudali, partì da Sitawaka il 15 novembre, mentre la retroguardia, comandata dal sovrano in persona, partì il 30 novembre 1557. i Tre corpi avanzarono molto lentamente verso Sri Jayawardenapura Kotte, con lo scopo di assicurarsi le vie per gli approvvigionamenti e per edificare avamposti militari lungo il percorso.

Sri Jayawardenapura Kotte era la capitale del Regno di Kotte ed era situata in un'area triangolare di terreno elevato con il suo apice orientato verso nord. 

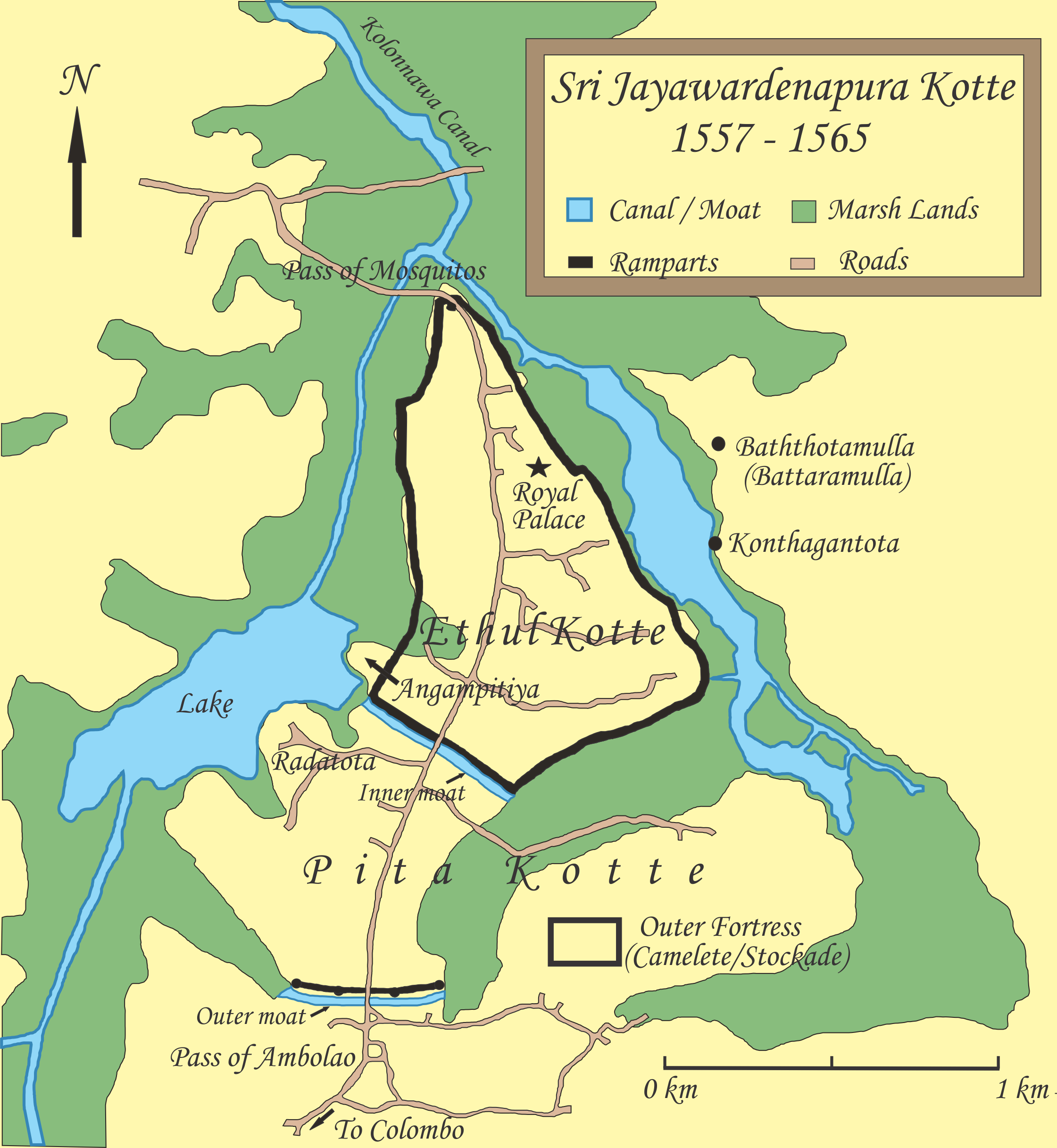
Mappa della città di Sri Jayawardenapura Kotte (1557 -1565)

Sul versante opposto essa era protetta dal canale Kolonnawa, e dai fiumi che si congiungevano proprio in quel punto, e che erano impraticabili a causa della forte presenza di alligatori. L'area tra la terraferma e l'acqua era una vasta zona paludosa soggetta ad essere sommersa anche dopo piogge molto deboli. La città ed il palazzo reale erano difesi da un bastione di roccia di laterite. Tutta l'area era nota con la denominazione di  Ethul Kotte ("fortezza superiore"). Quest'area triangolare era connessa con la terraferma da uno stretto istmo di terra protetto da un fossato; questa zona con l'istmo ed il fossato era nota con il nome di  Pita Kotte. L'accesso a  Pita Kotte difeso da una cortina e da un fossato dotato di ponte levatoio. L'accesso che portava a sud era noto come "passo of Ambalao" e costituiva la via principale per raggiungere la fortezza di Colombo.

Avendo ricevuto notizie dell'imminente invasione, Don Afonso Pereira de Lacerda, Capitano della Ceylon Portoghese, arrivò nella città con 300 soldati portoghesi partiti da Goa, portando a 480 unità le forze di difesa della fortezza. In aggiunta al corpo d'élite della Guardia Reale, stazionavano nella fortezza circa 9 000 soldati Lascari sotto la guida di Francisco Barreto, nome cristianizzato di Tammita Suriya Bandara, zio di re Dharmapala.

Pereira organizzò rapidamente le difese della città con l'aiuto degli abitanti. Egli pose 20 soldati portoghesi e 200 Lascari presso il "passo di Ambolao" ed altri 40 soldati portoghesi e 400 Lascari presso il "passo dei Mosquitos"; ed i restanti 80 soldati portoghesi con 800 Lascari in varie postazioni lungo "Pita Kotte". Inoltre posizionò 12 fuste armate di falconetti a presidiare il lago nei pressi della città.

A partire dalla fine di novembre  del 1557 l'esercito di Sitawaka fu nei pressi di Sri Jayawardenapura Kotte. Il corpo comandato da Rajasinha I di Sitawaka si posizionòa sud ed a ovest della città con l'accampamento principale a ovest del lago. Il corpo comandato da Panapitiya Mudali ricoprì il resto dell'area e l'ultimo corpo, guidato dal re Mayadunne rimase come riserva fornendo tutti gli approvvigionamenti necessari agli altri due corpi.

## I primi scontri
Non appena posizionatosi, l'esercito di Sitawaka preparò il primo attacco; sotto la copertura dell'oscurità, un contingente comandato da Rajasinha cercò di guadagnare l'accesso al bastione di Ethul Kotte da occidente, ma i colpi dei falconetti sparati dalle fuste presto li fecero dissuadere dal tentare l'impresa. Al sorgere dell'alba, approfittando della situazione, una forza di 8 000 lascari comandati da Francisco Barreto, ed 80 soldati portoghesi guidati da Diogo de Melo, tentarono un contrattacco. L'offensiva inaspettata incontrò scarsa resistenza ed una compagnia di uomini guidata da Rui Dias Pereira riuscì a penetrare sin dentro l'accampamento di Rajasinha. Essi saccheggiarono a piene mani le risorse del nemico e quasi riuscirono ad uccidere Rajasinha, ma furono costretti alla ritirata dopo che Rui Dias Pereira venne ferito mortalmente da una freccia al collo. Tuttavia l'assalto a sorpresa di Francisco Barreto consentì di decimare l'esercito nemico con pochissime perdite.

Per contrastare l'accerchiamento, tre fuste portoghesi colpirono e saccheggiarono diversi villaggi lungo il canale Diyawanna, che erano stati occupati dalle forze Sitawaka. Ma una controffensiva di Panapitiya Mudali li costrinse alla ritirata. Nei mesi successivi Afonso Pereira de Lacerda fece uso di brevi sortite e di numerose schermaglie per impedire alle forze Sitawaka di avvicinarsi ai bastioni, ma a dispetto di tutti i suoi sforzi i Sitawaka riuscirono a creare un efficace blocco intorno alla città, tagliandola da ogni possibile approvvigionamento. A partire dal mese di agosto del 1558 le forze assediate rimasero prive di viveri e furono costretti a nutrirsi di qualsiasi cosa disponibile, dopo aver consultato i suoi uomini, Afonso Pereira prese la decisione di tentare un'ultima sortita.

## La battaglia verso il lago
La sortita di Afonso Pereira fu tentata a ovest del lago, anche se il sito esatto dei combattimenti non è mai stato identificato. La forza d'attacco portoghese era composta da tre formazioni: un'avanguardia, un centro ed una retroguardia. Ogni formazione era composta da 100 soldati portoghesi e da 3 000 lascari, fatta eccezione per la retroguardia che aveva la componente di soldati portoghesi leggermente inferiore. Afonso Pereira de Lacerda guidava l'avanguardia, Manuel de Castro il centro e Diogo de Melo Coutinho la retroguardia.

Le forze portoghesi uscirono dalla fortezza il 20 agosto 1558 (giorno di San Bernardo di Chiaravalle) alle prime luci dell'alba, ma non ebbe l'effetto sorpresa che si aspettavano gli assalitori. Rajasinha, infatti, aveva intuito che il nemico era in procinto di tentare una sortita, e per questo motivo fece posizionare i suoi uomini armati di moschetto e l'artiglieria in modo da proteggere il corpo principale della sua avanguardia. Nel frattempo anche Panapitiya Mudali e re Mayadunne, appresa la notizia della sortita portoghese, giunsero prontamente con i rinforzi.

Le forze portoghesi, dal canto loro, cercarono di sfondare le linee dell'artiglieria e dei moschetti nemici con l'ausilio con i colpi di munizioni a mitraglia sparati da due falconetti, provocando numerose perdite al nemico. Così l'avanguardia Sitawaka fu costretta alla ritirata ed i portoghesi, fomentati dall'insperato successo, si precipitarono con l'avanguardia ed il centro all'inseguimento del nemico. Questa manovra, tuttavia, fece disperdere la compattezza delle forze portoghesi aprendo dei varchi tra i due corpi spinti verso l'assalto e quello di retroguardia. Ben presto l'avanguardia ed il corpo centrale portoghese si trovarono circondati dagli uomini di Rajasinha, rendendosi conto della gravità della situazione, Afonso Pereira de Lacerda inviò dei messaggeri per chiedere aiuto alla retroguardia. Nel frattempo, tuttavia, Panapitya Mudali arrivò con i rinforzi e riuscì ad insinuarsi nello spazio che separava l'avanguardia ed il corpo centrale dei portoghesi dalla loro retroguardia, impedendo al corpo comandato da Diogo de Melo Coutinho di dare manforte agli altri due corpi. Tuttavia Diogo de Melo riuscì a rompere lo schieramento di Panapitiya Mudali e nello scontro che ne seguì riuscì ad ucciderlo. Vedendo la morte del loro comandante, il resto del contingente Sitawaka abbandonò il combattimento e iniziò a battere la ritirata. Circa 3 000 soldati lascari si diedero all'inseguimento dei Sitawaka ma furono sorpresi da un agguato preparato dalle forze di re Mayadunne e vennero decimati.

Pur trovandosi con un contingente decimato e demotivato, Diogo de Melo riuscì a spezzare le linee nemiche e a trovare una via di fuga per la ritirata, riuscendo a rientrare nella fortezza anche grazie al fuoco di copertura delle fuste.

Il fallimento della sortita verso il lago e la morte di diversi soldati portoghesi suscitarono nell'accampamento portoghese un forte malcontento. Gli ufficiali portoghesi iniziarono a contestare apertamente l'autorità di Afonso Pereira il quale scoprì che il principale istigatore di questo ammutinamento era proprio Diogo de Melo Coutinho. I due ebbero un confronto aperto nel quale Diogo de Melo riconobbe pubblicamente l'autorità del capitano Afonso Pereira.

Nel frattempo le notizie della disfatta del lago giunsero all'insediamento portoghese di Mannar, dove il comandante della guarnigione, Jorge de Melo, avendo sentito della morte di Afonso Pereira, senza perdere tempo per verificare l'attendibilità delle notizie, raccolse tutte le forze disponibili e si affrettò a raggiungere Kotte.

## La battaglia del "Passo di Ambolao" e la fine dell'assedio
A partire dal novembre del 1558, Afonso Pereira de Lacerda, ora rinfrancato dai nuovi rinforzi, decise di tentare un nuovo attacco contro le forze Sitawaka. Questa volta decise di sferrare l'attacco dal "Passo di Ambolao" presidiato dalle forze di Rajasinha. Il contingente d'attacco portoghese era composto da 370 soldati portoghesi e 7 000 lascari, disposti in tre formazioni principali. Le forze Sitawaka che sorvegliavano i movimenti portoghesi si accorsero della sortita e furono preparati ad affrontarla. Dopo una schermaglia iniziale i due eserciti si fronteggiarono apertamente e a lungo e gradualmente le forze portoghesi riuscirono a guadagnare sempre più terreno costringendo il nemico a ritirarsi. Avendo perso il controllo del "Passo di Ambolao", re Mayadunne comprese che senza il suo controllo non sarebbe stato possibile portare avanti l'assedio della fortezza e decise di abbandonare l'assedio.

Il contingente principale dei Sitawaka si ritirò presso la  città di Kaduwela, mentre l'esercito comandato dare Mayadunne si assestò nella fortezza di Mapitigama. Nella città di Kotte i portoghesi festeggiarono la fine dell'assedio con una processione religiosa. Forte di questa vittoria, Afonso Pereira de Lacerda pianificò addirittura un'offensiva per invadere il Regno di Sitawaka, ma morì poco tempo dopo la fine dell'assedio per un attacco di malaria.

Il viceré portoghese a Goa inviò un nuovo Capitano, Jorge de Menezes (soprannominato Baroche) per prendere il posto di Pereira; costui assunse l'incarico nel mese di maggio del 1559 e appena insediatosi decise di marciare contro la fortezza di Mapitigama, dando inizio così alla Battaglia di Mulleriyawa.